# Garrya salicifolia
Garrya salicifolia är en garryaväxtart som beskrevs av Alice Eastwood. Garrya salicifolia ingår i släktet Garrya och familjen garryaväxter. Inga underarter finns listade.